# Kuźnica Błońska
Kuźnica Błońska – wieś w Polsce położona w województwie łódzkim, w powiecie sieradzkim, w gminie Klonowa.
| SIMC    | Nazwa  | Rodzaj    |
| ------- | ------ | --------- |
| 0704511 | Kurpie | część wsi |
| 0704528 | Lary   | część wsi |
| 0704534 | Wypych | część wsi |

Kuźnica Klobar (Kuźnica Błońska) była wsią królewską (tenutą) w powiecie sieradzkim województwa sieradzkiego w końcu XVI wieku. W latach 1975–1998 miejscowość administracyjnie należała do województwa sieradzkiego.
Przez miejscowość przepływa rzeka Łużyca, dopływ Prosny.
3 września 1939 żołnierze Wehrmachtu zabili granatem rolnika, za to, że ratował swój dobytek z płonącego domu.